# Хоэнлоэ
О княжеском роде см. Гогенлоэ
Хоэнлоэ (нем. Hohenlohekreis) — район в Германии. Центр района — город Кюнцельзау. Район входит в землю Баден-Вюртемберг. Подчинён административному округу Штутгарт . Занимает площадь 776,75 км². Население — 110 010 чел. Плотность населения — 142 человека/км². Официальный код района — 08 1 26.
Район подразделяется на 16 общин.

## Города и общины
Города
1. Форхтенберг (5 004)
2. Ингельфинген (5 899)
3. Краутайм (4 877)
4. Кюнцельзау (15 062)
5. Нойенштайн (6 221)
6. Нидернхалль (4 020)
7. Эринген (23 014)
8. Вальденбург (3 101)

Объединения общин
Общины
1. Бретцфельд (12 265)
2. Дёрцбах (2 469)
3. Купферцелль (5 766)
4. Мульфинген (3 855)
5. Пфедельбах (8 904)
6. Шёнталь (5 910)
7. Вайсбах (2 150)
8. Цвайфлинген (1 728)